# Salvard
Salvard (armeniska: Սալվարդ, azerbajdzjanska: Salvartı dağı: berget Salvartı) är ett berg i Azerbajdzjan. Det ligger i den sydvästra delen av landet, 400 km väster om huvudstaden Baku. Toppen på Salvard är 3 161 meter över havet, eller 454 meter över den omgivande terrängen. Bredden vid basen är 6,2 km.
Terrängen runt Salvard är kuperad åt sydost, men åt nordväst är den bergig. Runt Salvard är det ganska glesbefolkat, med 40 invånare per kvadratkilometer.. Närmaste större samhälle är Kyulyus, 18,2 km sydväst om Salvard.
Trakten runt Salvard består i huvudsak av gräsmarker.